# Lipina (tvrz)
Lipina, nazývaná také Frýdberk nebo Friedeberch, je zaniklá tvrz, nacházející na kopci Lipina nad levým břehem říčky Olešná v katastru obce Staříč v okrese Frýdek-Místek v Podbeskydské pahorkatině v Moravskoslezském kraji. Terénní pozůstatky tvrze jsou volně přístupné, ale jen po neznačených lesních stezkách z odbočky turistické značky. Pod kopcem se nacházejí mokřady (slepá ramena řeky Olešné). Podobná pevnost se nacházela i na 700 m vzdáleném kopci Štandl ve Sviadnově.

## Historie

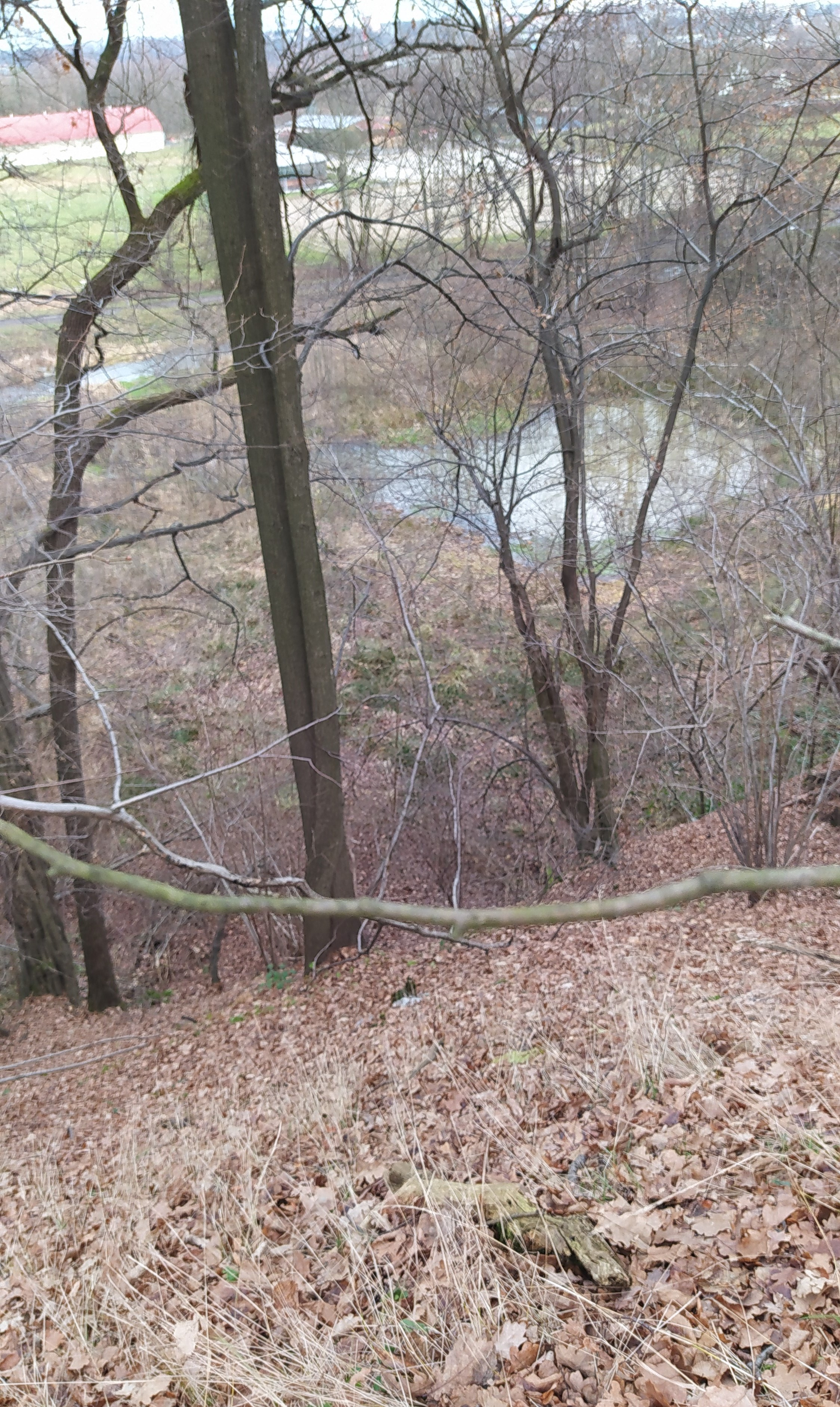
Pohled z tvrze směrem k řece Olešné

Existence zaniklé tvrze byla spjata s opevněnou trhovou osadou Frýdberk, která byla postavena asi ve 2. pol. 13. století a poskytovala zázemí Jantarové stezky na hranici Moravy a Slezska. Na konci 13. století byla sídlem rodu Stangeů a sloužila k ochraně osady. Zanikla patrně společně s osadou počátkem 14. století při markraběcích válkách, když funkci nové osady převzal blízký Místek. V místě tvrze je zachován výrazný příkop a jádro s jámou na místě, kde stála věž. Tvrz byla v roce 1980 znovu objevena místním badatelem Milanem Borisem.